# Veikko Vallin
Pour les articles homonymes, voir Veikko et Vallin.
Veikko Juhani Vallin (né le 15 mai 1962 à Tampere) est un homme politique finlandais.

## Biographie
Veikko Vallin est carrossier de formation.
Dans les années 1980, il travaillait à l’usine Volvo en Suède.
De retour en Finlande à la fin de la décennie, il rejoint l'organisation de jeunesse du prédécesseur du Parti rural finlandais (SMP), Kehittyvän Suomen Nuorten Liitto , attiré par les opinions anti-immigration du député Sulo Aittoniemi.
Veikko Vallin n'a été membre de l'organisation de jeunesse du SMP que pendant un an, période pendant laquelle il a fait la connaissance de Timo Soini.
Au milieu des années 1990, Veikko Vallin a fondé une société de vente de nutriments sportifs appelée Fast, dont le chiffre d'affaires a commencé à croître au début des années 2000. Grâce à ses activités commerciales, Vallin a fait la connaissance de Tony Halme et a eu l'idée qu'il devrait aspirer à devenir député.
Veikko Vallin est devenu le directeur de campagne de Tony Halme  et a édité un livre intitulé Viikingin voimaopas, qui a été utilisé pour financer la campagne électorale.
Tony Halme  a été élu au parlement en tant que représentant du parti des Finlandais lors des élections législatives finlandaises de 2003.
Vallin a été assistant parlementaire de Tony Halme  pendant quatre mois.
Selon Veikko Vallin, il a quitté son poste d'attaché de Tony Halme en raison de son problème de toxicomanie, bien que Timo Soini écrit dans son livre Maisterisjätkä syy  que la raison du départ de Veikko Vallin était un manque de confiance.
La concubine de Veikko Vallin est Alice Pereira originaire du Cap-Vert.

## Carrière politique
Veikko Vallin s'est impliqué dans la politique municipale de Tampere en 2017, lorsqu'il a été élu au conseil municipal en tant que représentant indépendant de Tampereen Puolesta ry.
Il a obtenu plus de 1 600 voix aux élections municipales finlandaises de 2017.
Avant son élection au conseil municipal, Veikko Vallin vivait une partie de l'année à Madère au Portugal.
Veikko Vallin a rejoint le parti des Finlandais en juin 2017, le lendemain de l'élection de Jussi Halla-aho à la présidence, et a rejoint le groupe du conseil de Tampere du parti des Finlandais en octobre 2017.
Aux élections législatives finlandaises de 2019, Veikko Vallin a été élu député de la circonscription de Pirkanmaa avec 4 563 voix.
Au printemps 2022, Veikko Vallin a annoncé qu'il ne participerait pas aux élections législatives finlandaises de 2023.